# Pherallodus
Pherallodus – rodzaj ryb z rodziny grotnikowatych (Gobiesocidae).

## Klasyfikacja
Gatunki zaliczane do tego rodzaju:
- Pherallodus indicus
- Pherallodus smithi